# Pan Pip
Pan Pip (anglicky: Mister Pip) je román novozélandského spisovatele Lloyda Jonese, který vyšel roku 2006. Z anglického originálu ho do češtiny přeložil Ladislav Šenkyřík v roce 2008.
Dílo je románovou aluzí na Dickensův román Nadějné vyhlídky.

## Děj
Na zaostalém ostrově Bougainville v Tichém oceáně žije jediný běloch, pan Watts. Místní obyvatelstvo neví nic o minulosti tohoto tajuplného člověka, ani o důvodech, proč je vlastně na ostrově a proč společně s manželkou neodešel po vypuknutí kruté občanské války. Když z vesnice kvůli válce odejde místní učitel, místní děti začíná „učit“ pan Watts, i když vlastně nic pořádně nezná, nemá děti čemu naučit a otevřeně se k tomu přiznává.
Vzniklou situaci vyřeší tak, že dětem každý den předčítá novou kapitolu z Nadějných vyhlídek, „nejslavnějšího románu nejslavnějšího anglického spisovatele 19. století, Charlese Dickense“. Dramatické události vylíčené v knize a cizí a dosud nepoznané reálie z románu dětem pomáhají přežít krutost války, během které postupně přicházejí o své iluze, majetek a domovy. Díky vyprávění si některé z dětí uvědomí něco, co si nikdy dosud neuvědomily. Někde daleko totiž může existovat úplně jiný a lepší svět a kdykoli v životě může znenadání přijít impuls, díky němuž může být člověku umožněno začít úplně nový život v novém, lepším a spravedlnějším prostředí.
Jedním z dětí, kterému se tímto způsobem postupně otvírají nové duševní obzory, je třináctiletá Matilda, vypravěčka románu. Patří k nejchytřejším a nejzaujatějším posluchačům Dickensova románu, hodně o něm přemýšlí, její víra v život v jiném a lepším světě roste a pomáhá jí přežít také masakr ve vesnici, krutou smrt pana Wattse a vzpomínky na zavraždění vlastní matky.
Shodou okolností se jí podaří odjet do Austrálie za svým otcem. Zůstává zde žít, dokončí si vzdělání a vystuduje dokonce vysokou školu. Studuje literaturu a tématem její disertační práce jsou „sirotci Charlese Dickense“. Cestuje po světě, kvůli své práci navštíví dokonce Londýn a další místa, kde Dickens žil a tvořil. Nakonec vyhledá bývalou ženu pana Wattse. Dozví se o tom, že pan Watts byl ve skutečnosti úplně jiným člověkem, než se jí zdálo jako dítěti. Byl dobrodruhem, pokoutním hercem a životním zkrachovancem, který nakonec opustil svou zákonitou choť a utekl s další ženou někam na druhý konec světa.
Přesto to byl právě on, komu se podařilo dát Matildě potřebný impuls, díky kterému nakonec mohla začít nový život ve vyspělé společnosti.

## Ocenění
- Commonwealth Writers' Prize za nejlepší knihu (2007)
- dílo se dostalo do užšího výběru (tzv. shortlist) Man Bookerovy ceny (2007)

## Filmové adaptace
- 2012: Pan Pip (film), Papua Nová Guinea / Austrálie / Nový Zéland, režie: Andrew Adamson, hrají: Hugh Laurie, Kerry Fox